# Poromera
Poromera é um género de répteis escamados pertencente à família Lacertidae.

## Espécies
- Poromera fordii